# Smolenská jaderná elektrárna II
Smolenská jaderná elektrárna II (rusky Смоленская АЭС-2) je plánovanou jadernou elektrárnou v Rusku. Má se nacházet ve Smolenské oblasti poblíž města Děsnogorsk. Její účel je nahradit starou elektrárnu s bloky RBMK po jejím odstavení. Dle plánu bude disponovat dvěma a později čtyřmi reaktory VVER-TOI. Současně se jedná o jeden z nejdůležitějších projektů ruské jaderné energetiky 20. a 30. let 21. století.

## Historie a technické informace

### Počátky
Plány na výstavbu nových bloků ve Smolenské oblasti začaly vznikat již v 90. letech 20. století. Dne 1. července 1998 zadalo vedení oblasti rozkaz k vytvoření dokumentů pro výstavbu nové jaderné elektrárny. Původně bylo plánováno vybudovat dva nebo čtyři reaktory VVER-1000/392. Dále v roce 1998 zahájil Minatom jednání společně s Německem a Francií, které mělo vést k dohodě o výstavbě dvou reaktorů EPR o výkonu 1500 MW každý. Dále mělo být vybudováno elektrické vedení přes Varšavu do Kasselu. K výstavbě elektrárny však z ekonomických důvodů nikdy nedošlo. Pokud by byla elektrárna postavena, společně s přečerpávací elektrárnou Kruonis v Litvě by se jednalo o optimální zdroj energie, jelikož Litva měla zájem o připojení Smolenské jaderné elektrárny do evropské sítě.

### Nový plán
Dne 27. července 2012 Rosatom učinil prohlášení o záměru postavit novou jadernou elektrárnu ve Smolenské oblasti. Během pracovní návštěvy Sergeje Kirijenka v jaderné elektrárně Smolensk dne 17. října 2012 bylo oznámeno, že plánování elektrárny musí být dokončeno nejpozději do roku 2015, aby se stavba mohla začít včas. Přibližně ve stejnou dobu guvernér oblasti schválil výstavbu prvních dvou bloků elektrárny. Z důvodu urychlení projektu byly odloženy projekty Seversk a Nižnij Novgorod.
V únoru 2014 byl v Moskvě zahájen technický vývoj projektu pro první dva bloky elektrárny s reaktory VVER-1300/510. Náklady na vývoj činí 3,79 miliard rublů.
V listopadu 2014 byly dokončeny průzkumné práce na výstavbě Smolenské jaderné elektrárny II, 7 km od provozované staré elektrárny. V září 2016 bylo uděleno povolení k umístění energetických bloků elektrárny. V roce 2018 proběhl převod pozemků z pozemkového fondu na státní společnost Rosatom. Do konce roku 2020 měl být vypracován a schválen akční plán investičního projektu výstavby elektrárny. Práce na projektu začaly v roce 2024.
Tehdejší harmonogram počítal se začátkem výstavby v roce 2027, zalitím prvního betonu v prvním bloku v roce 2027 a uvedením do provozu v roce 2033.
Elektrárna bude provozovat v konečném součtu čtyři tlakovodní čtyřsmyčkové reaktory VVER-TOI, každý o hrubém výkonu 1255 MW.

### Výstavba
V srpnu 2024 vláda Ruska oznámila, že v rámci nového programu výstavby jaderných elektráren budou do roku 2033, respektive 2035 zprovozněny dva bloky VVER-TOI ve Smolenské jaderné elektrárně II.
V srpnu 2024 byly zahájeny zemní práce na staveništi. Hlavní úkol provést přípravné práce dostane ruská společnost JSC Concern Titan-2, divize Rosatomu. Na zpracování projektové dokumentace jsou podle plánu stanoveny tři roky. Speciální projektová kancelář koordinuje a monitoruje implementaci harmonogramu, kterou řídí zaměstnanci Rosenergoatomu, kteří mají také zajistit, aby výstavba probíhala podle plánu. První beton je plánováno zalít v roce 2027.

## Informace o reaktorech
| Reaktor       | Typ reaktoru  | Výkon   | Výkon   | Zahájení výstavby | Připojení k síti | Uvedení do provozu | Odstavení |
| Reaktor       | Typ reaktoru  | Čistý   | Hrubý   | Zahájení výstavby | Připojení k síti | Uvedení do provozu | Odstavení |
| ------------- | ------------- | ------- | ------- | ----------------- | ---------------- | ------------------ | --------- |
| Smolensk II-1 | VVER-1300/510 | 1115 MW | 1255 MW | 2027              |                  | 2033               |           |
| Smolensk II-2 | VVER-1300/510 | 1115 MW | 1255 MW | 2028              |                  | 2035               |           |
| Smolensk II-3 | VVER-1300/510 | 1115 MW | 1255 MW | plánováno         |                  |                    |           |
| Smolensk II-4 | VVER-1300/510 | 1115 MW | 1255 MW | plánováno         |                  |                    |           |